# Janez Zaplotnik
Janez Zaplotnik (tudi Ivan Zaplotnik), slovenski agronom genetik in žlahtnitelj, * 5. december 1901, Spodnje Jezersko, † 27. februar 1972, Ljubljana.

## Življenje in delo
Ljudsko šolo je obiskoval v rojstnem kraju, gimnazijo v Kranju (1913–21), agronomijo pa je študiral v Zagrebu, kjer je 1925 tudi diplomiral. Prakso je opravil na selekcijskem in semenarskem posestvu Kosančič v Bački (1926–28), specializacijo iz selekcije in žlahtnjenja rastlin pa 1928 na univerzi v Halleju (Institut für Pflanzenbau und Pflanzenzüchtung der Universität Halle a.d. Saale). v letih 1928–45 je bil predstojnik agrobotaničnega odseka Kmetijsko poskusne in kontrolne postaje v Ljubljani (danes Kmetijski inštitut Slovenije), 1945–47 referent za semenarstvo pri Glavni upravi državnih posestev Slovenije, od 1947–1949 upravnik posestva v Beltincih in Radljah ob Dravi, 1949–1950 vodja rastlinske proizvodnje in semenarstva pri ministrstvu za kmetijstvo LRS in 1950–52 na Kmetijskem inštitutu Slovenije, 1952–57 referent za semenarstvo in vrtnarstvo pri okrajni zadružni zvezi v Ljubljani, 1957–59 pri Kmetijski in gozdarski poslovni zvezi Ljubljani, 1959 je postal direktor Kmetijskega gospodarstva Grosuplje (pozneje Agrokombinat Grosuplje). Leta 1966 se je upokojil.
Zaplotnik sodi med pomembnejše selektogenetike starejše generacije. Zbiral je predvsem domače sorte fižola in drugih vrtnin ter jih preizkušal ter odbiral. Vzgojil je več izboljšanih tipov domačega njivskega in vrtnega fižola. Napisal je več kot 100 strokovnih in poljudnih člankov ter knjige: Naš fižol (1952), Kmetijska semena (1954) in Zatiranje plevela (1955).